# Moosburgo

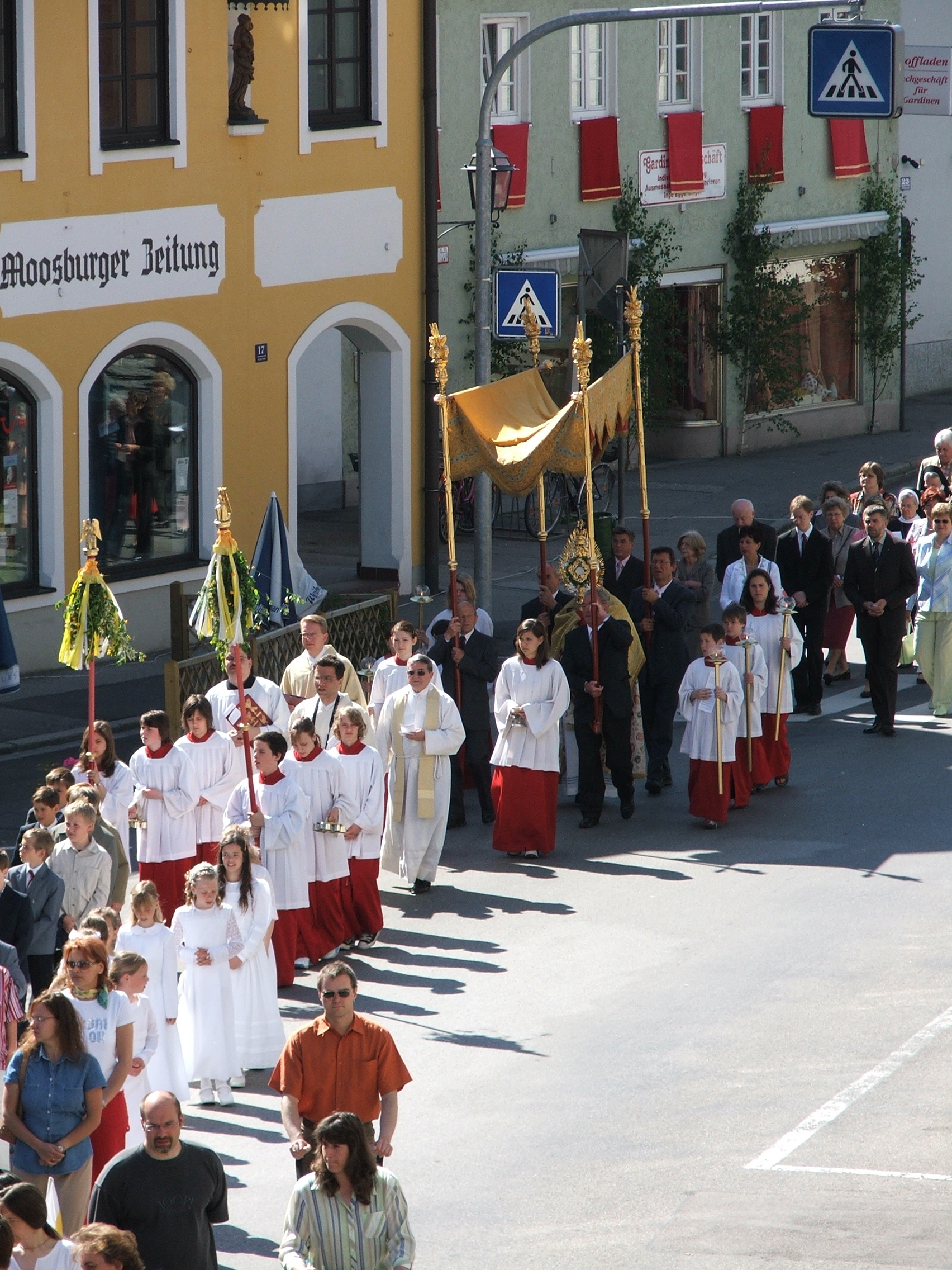
Procissão de Corpus Christi

Moosburg an der Isar é uma cidade no Landkreis Frisinga da Baviera, Alemanha.
É a mais velha cidade entre Ratisbona e a Itália, fica às margens do rio Isar numa altitude de 421 m (1381 ft). Tinha 17.275 habitantes em 2005 e uma área de 44 km².